# Josep Maria Casasayas Truyols
Josep Maria Casasayas Truyols (Palma, Mallorca 1927-2004) fou un filòleg mallorquí, campió d'escacs, ornitòleg i cervantista.
El 1973 fou fundador, mecenes i primer president del Grup d'Ornitologia Balear fins al 1980. També va fundar en 1988 l'Associació de Cervantistes amb José María Asensio, Isidre Bonsoms i Siscart i Joan Sedó, amb seu oficial en Alcalá d'Henares, en la que va treballar per la compilació de tota la bibliografia referent a Miguel de Cervantes i fins i tot va traduir el Quixot al català. Va organitzar col·loquis anuals i congressos internacionals trianyals.
Era el mecenes de tota una generació de cervantistes, entre ells Daniel Eisenberg, qui seria el proper director de la revista Cervantes de la Cervantes Society of America, després de retirar-se Michael McGaha. És autor de pocs però importantíssims escrits sobre Cervantes.
Va crear una important biblioteca personal, que ha estat comprada per la Universitat de les Illes Balears. Els llibres rars els fotocopiava i enquadernava les fotocòpies, venent els originals per poder comprar-se uns altres. Eisenberg parla de dos descobriments a la biblioteca de Casasayas: d'un assaig censurat de la revista Cuadernos Hispanoamericanos que esmenta l'assassinat de Lorca, i un llibre sobre un sufí espanyol que el portaria a la seva interpretació de Noches en los jardines de España de Manuel de Falla. El 1998 va rebre el Premi Ramon Llull.

## Obres
- Ensayo de una guía de bibliografía cervantina. Tomo V. Ediciones castellanas del "Q." Hasta su tricentenario (1605-1615) (1995)